# Vera Zimmermann
Vera Alice Santos Zimmermann (São Paulo, 30 de marzo de 1964) es una actriz brasileña.
Hija de padre alemán y madre del sur de Brasil, Vera comenzó una carrera como actriz en los años 80, cuando actuó en las obras de Nelson Rodrigues Eterno Retorno y Macunaíma con Antunes Filho. Fue la musa de Caetano Veloso en la canción "Vera Gata".
Vera causó controversia en 2005 al aparecer en la portada de la revista Time con el título "I Did Aborto". Esta cubierta ganó la Esso gráfico creación revista. Esta aborto involuntario fue a los 25.

## Trabajos en la televisión
- 1988 - Vida Nova - Marta
- 1990 - Desejo - Joaquina
- 1990 - Meu Bem, Meu Mal - Divina Magda
- 1991 - Vampi - Marina
- 1993 - Cuentos de Verano - Glória Cardoso (Glorinha)
- 1996 - Razon de Vivir - Sílvia
- 1996 - Dona Anja - Adelaide
- 1998 - Estrela de Fogo - Andréa
- 1999 - Malhação - Rachel
- 2000 - Sãos e Salvos! - Carlinha
- 2001 - O Direito de Nascer - Cecília
- 2002 - Marisol - Sandra
- 2003 - Jamás te olvidaré - Açucena
- 2006 - El profeta - Ester
- 2007 - Dance Dance Dance -  Profª. Marta Bernstein
- 2008 - La Empresa China - Joelma Bertazzi
- 2009 - Malhação ID - Cissa Oliveira
- 2010 - Cuchicheos - Divina Magda[3][4]
- 2011 - El astro - Nádia Cury Hayalla[5]
- 2012 - Gabriela - Conceição Bastos
- 2013 - Rastros de mentiras - Simone Maia
- 2015 - Moisés y los diez mandamientos - Princesa Henutmire
- 2017 - El rico y Lázaro - Reina Neusta